# محمد فرنود
محمد فرنود (زاده ۱۳۳۶ در سمنان) عکاس ایرانی است. او از سال ۱۳۵۴ کار عکاسی خبری را با روزنامه کیهان آغاز کرد.

## فعالیت حرفه‌ای
محمد فرنود کارهای عکاسی را خود چاپ می‌کرد و بایگانی از عکس‌های زمان جنگ ایران و عراق در عملیات‌های گوناگون دارد. همچنین در زمینه‌های بین‌المللی صاحب عکس‌های ممتازی است.
محمد فرنود  با سفر به کشورهای عربی، آسیایی و اروپایی، نمایشگاه‌های انفرادی و گروهی همراه با چاپ کتاب برگزار کرد و در مسابقات بین‌المللی و نمایشگاه‌های جهانی شرکت فعال داشت. او در سال ۱۹۸۲ در یکی از معتبرترین مسابقات عکاسی خبری در هلند world- press دو عکس از کارهای جنگ او به عنوان عکس‌های سال خبری در کتاب سال چاپ شدند.
فرنود، همکاری خود با آژانس بین‌المللی عکاسی خبری سپیا فرانسه را در کنار همکاری با روزنامه کیهان آغاز کرد.
محمد فرنود در دوسالانه‌های عکس و مسابقات عکاسی، به عنوان عضو شورای سیاستگذاری و داور، فعالیت داشته‌‌است. وی همچنین آموزگار عکاسی خبری دانشگاه نیز بوده‌‌است.
محمد فرنود  معتقد است هنرمند واقعی کسی است که بی‌هراس، با کار خود از عقیده‌اش دفاع می‌کند و می‌گوید اگر عکاس و به‌طور کلی هنرمند، در رابطهٔ مستقیم با واقعیت‌ها قرار نگیرد، ناچار به تقلید رو می‌برد یا به ضبط دریافت‌ها و برداشت‌های ناقص و سطحی می‌پردازد.

## جوایز و افتخارات
محمد فرنود برندهٔ جوایز گوناگون در مسابقات داخلی، برندهٔ ۲ جایزه عکاسی خبری از مسابقات جهانی عکاسی خبری ورلد پرس فوتو در سال‌های ۱۹۸۲ و ۱۹۹۱ از جنگ ایران و عراق و زمین‌لرزه ۱۳۶۹ رودبار و منجیل است. چاپ عکس‌های برگزیدهٔ خبری سال در مطبوعات و نشریات جهانی در دهه ۱۹۸۰ و ۱۹۹۰ نیز در کارنامهٔ فعالیت‌های این عکاس ثبت شده‌است.